# Montauban-de-Picardie
Montauban-de-Picardie è un comune francese di 213 abitanti situato nel dipartimento della Somme nella regione dell'Alta Francia.

## Società

### Evoluzione demografica
Abitanti censiti